# Radiowo
Radiowo (daw. Gać) – obszar MSI w dzielnicy Bielany w Warszawie.

## Położenie
Według MSI Radiowo położone jest pomiędzy:
- ul. Estrady od zachodu,
- ul. Kampinoską i Księżycową od południa,
- wschodnią fosą fortu Wawrzyszew do skrzyżowania ulic Wólczyńskiej z Nocznickiego (z Unitra Cemat) od wschodu,
- ul. Wólczyńską i Loteryjki od północy.

## Etymologia nazwy
Teren współczesnego Radiowa nosił kiedyś nazwę Gać. Pierwsze nazwy współczesnego Radiowa to „Gorczewska Gaca” lub „Gać Górcowska”, były one związane z przynależnością tego terenu do dóbr ziemskich Górce. Następnie była to część majątku Opalin vel Opaleń. Na przestrzeni lat pojawiało się również określenie „Florianów”, „Floryanów” i „Florianowo”.
Współczesna nazwa „Radiowo” została przyjęta w 1938 i pochodzi od Transatlantyckiej Centrali Radiotelegraficznej.

## Opis

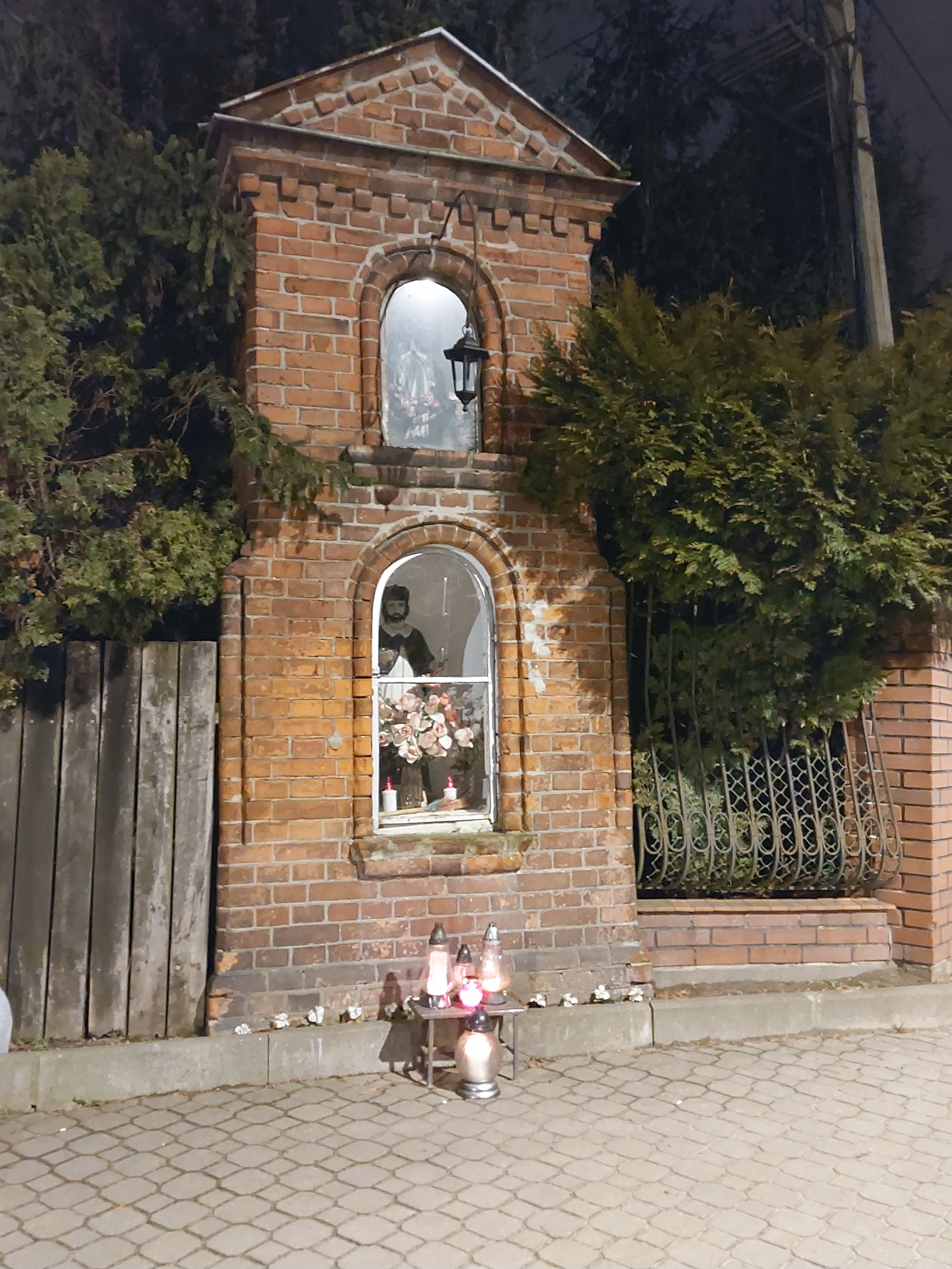
Kapliczka na skrzyżowaniu ulic Księżycowej i Arkuszowej na Radiowie

Na obszarze Radiowa znajduje się kompostownia Radiowo, a znaczną część tego rejonu porasta las otaczający od północnego zachodu Lotnisko Babice i użytkowane nadal składowisko odpadów (w okresie listopad 2013 r. – listopad 2014 r. mają miejsce protesty mieszkańców w związku z ponownym uruchomieniem składowiska po wygraniu przez Miejskie Przedsiębiorstwo Oczyszczania większości przetargów „śmieciowych” w Warszawie). Rejon ten jest jeszcze w dużej mierze niezabudowany i od początku lat 90. XX w. wchodzi tu powoli niska zabudowa podmiejska, ograniczona głównie bliskością kompostowni i częściowo zrekultywowanego składowiska.